# 灰坪乡
灰坪乡，是中国浙江省衢州市衢江区所辖的一个乡。 

## 下属行政区
下辖：
沙坑村、灰坪村、龙山村、白塔新村和上坪田村。